# Doblet (esport)
Doblet és un terme de l'argot futbolístic, també usat en altres disciplines esportives, que es fa servir quan un equip es proclama campió de la Lliga que disputa i també guanya, en la mateixa temporada, la competició de Copa. També es pot considerar doblet el fet d'aconseguir guanyar dos dels quatre títols "majors" en la mateixa temporada, que en el cas del futbol són la Lliga, la Copa, la Copa de la UEFA i la Lliga de Campions.
Un altre significat és batre a un mateix rival tant de local com de visitant en la mateixa temporada de lliga o una gesta destacable com guanyar en dues ocasions a dos rivals que juguen en una mateixa ciutat.

## Doblet en les seleccions
Per a les seleccions nacionals, aconseguir el doblet consisteix a guanyar el campionat continental de la seva respectiva confederació i la Copa del Món consecutivament.
Només quatre seleccions han aconseguit aquest fet al llarg de la història:
- Alemanya Federal va guanyar l'Eurocopa 1972 i la Copa del Món 1974.
- França va guanyar la Copa del Món 1998 i l'Eurocopa 2000.
- Brasil va guanyar la Copa del Món 2002 i la Copa Amèrica 2004.
- Espanya va guanyar l'Eurocopa 2008, la Copa del Món 2010 i l'Eurocopa 2012.

## Doblet continental de clubs
El terme es fa servir per referir-se a la consecució, en una mateixa temporada, del títol del Campionat de Lliga i de la Copa d'Europa, actual Lliga de Campions.
Llista d'equips que van dominar la competició europea més important i el campionat del seu país en una mateixa temporada:
| Equip                    | País          | Doblets | Temporades Doblet            | Temporades Triplet |
| ------------------------ | ------------- | ------- | ---------------------------- | ------------------ |
| Futbol Club Barcelona ¹  | Catalunya     | 5       | 1992, 2006, 2009, 2011, 2015 | 2009, 2015         |
| Ajax                     | Països Baixos | 3       | 1972, 1973, 1995             | 1972               |
| Bayern de Múnic          | Alemanya      | 3       | 1974, 2001, 2013             | 2013               |
| Reial Madrid C. F.       | Espanya       | 3       | 1957, 1958, 2017             |                    |
| Liverpool FC             | Anglaterra    | 2       | 1977, 1984                   |                    |
| Manchester United FC     | Anglaterra    | 2       | 1999, 2008                   | 1999               |
| Inter de Milà            | Itàlia        | 2       | 1965, 2010                   | 2010               |
| Benfica                  | Portugal      | 1       | 1961                         |                    |
| Celtic Glasgow           | Escòcia       | 1       | 1967                         | 1967               |
| Hamburg SV               | Alemanya      | 1       | 1983                         |                    |
| Steaua Bucarest          | Romania       | 1       | 1986                         |                    |
| PSV Eindhoven            | Països Baixos | 1       | 1988                         | 1988               |
| Estrella Roja de Belgrad | Sèrbia        | 1       | 1991                         |                    |
| AC Milan                 | Itàlia        | 1       | 1994                         |                    |
| FC Porto                 | Portugal      | 1       | 2004                         |                    |